# 강력범 (1973년 영화)
강력범(The Slams)은 미국에서 제작된 조나단 카프란 감독의 1973년 액션, 드라마 영화이다. 짐 브라운 등이 주연으로 출연하였고 진 코먼 등이 제작에 참여하였다.

## 출연

### 주연
- 짐 브라운
- 테드 캐시디

### 조연
- 루디 캘렌저
- 벳티 콜
- 프랭크 데코바
- 존 데니스
- 프렌치아 구츠존
- 롤랜드 밥 해리스
- 폴 E. 해리스
- 존 립턴
- 잔 멀린
- 딕 밀러
- 주디 페이스
- 로버트 필립스
- 퀸 레데커